# Karagöbek, Yakutiye
Karagöbek là một xã thuộc huyện Yakutiye, tỉnh Erzurum, Thổ Nhĩ Kỳ. Dân số thời điểm năm 2011 là 189 người.